# Đước núi
Đước núi hay còn gọi côm đồng nai, lá mật cắt (danh pháp khoa học: Elaeocarpus tectorius) là một loài thực vật có hoa trong họ Côm. Loài này được (Lour.) Poir. mô tả khoa học đầu tiên năm 1812.